# イェルムスレウの定理

2つの黒い直線上に合同に3点が位置する。対応する3組の点の成す線分の中点は共線である。

イェルムスレウの定理（イェルムスレウのていり、英: Hjelmslev's theorem）は幾何学において、ヨハネス・イェルムスレウの名を冠する定理の一つである。ある直線上に点P,Q,R....があるとして、他の直線に等長写像となるように点P',Q',R'....を移す。このとき線分PP',QQ',RR'....の中点は共線である。
証明はユークリッド平面の等長変換を用いて容易に行うことができる。等長写像が奇数であるならば、それは必然的に直線による鏡映か映進変換（1つの直線とその2つの垂線による鏡映）となり、平面上の任意の点について主張は真になる。つまり任意の点Pについて、PP'の中点は（映進）鏡映の軸上にある。等長写像が偶数ならば、直線PQRによる鏡映を用いて、奇数と同様の場合にし、証明する。
イェルムスレウの定理の重要な部分は、平行線公準を仮定しない証明が存在する点にある。つまり非ユークリッド幾何学においても成立する。これを利用すると、PをP'P"の中点に移す写像（P',P"はPをある点を中心に鋭角で回転したもの）は双曲平面を板の内側に移す全単射の共線写像になるように見えるから、双曲平面の線型構造に直感的な概念を提供できる。これをイェルムスレウ変換と呼ぶ。